# Palosco

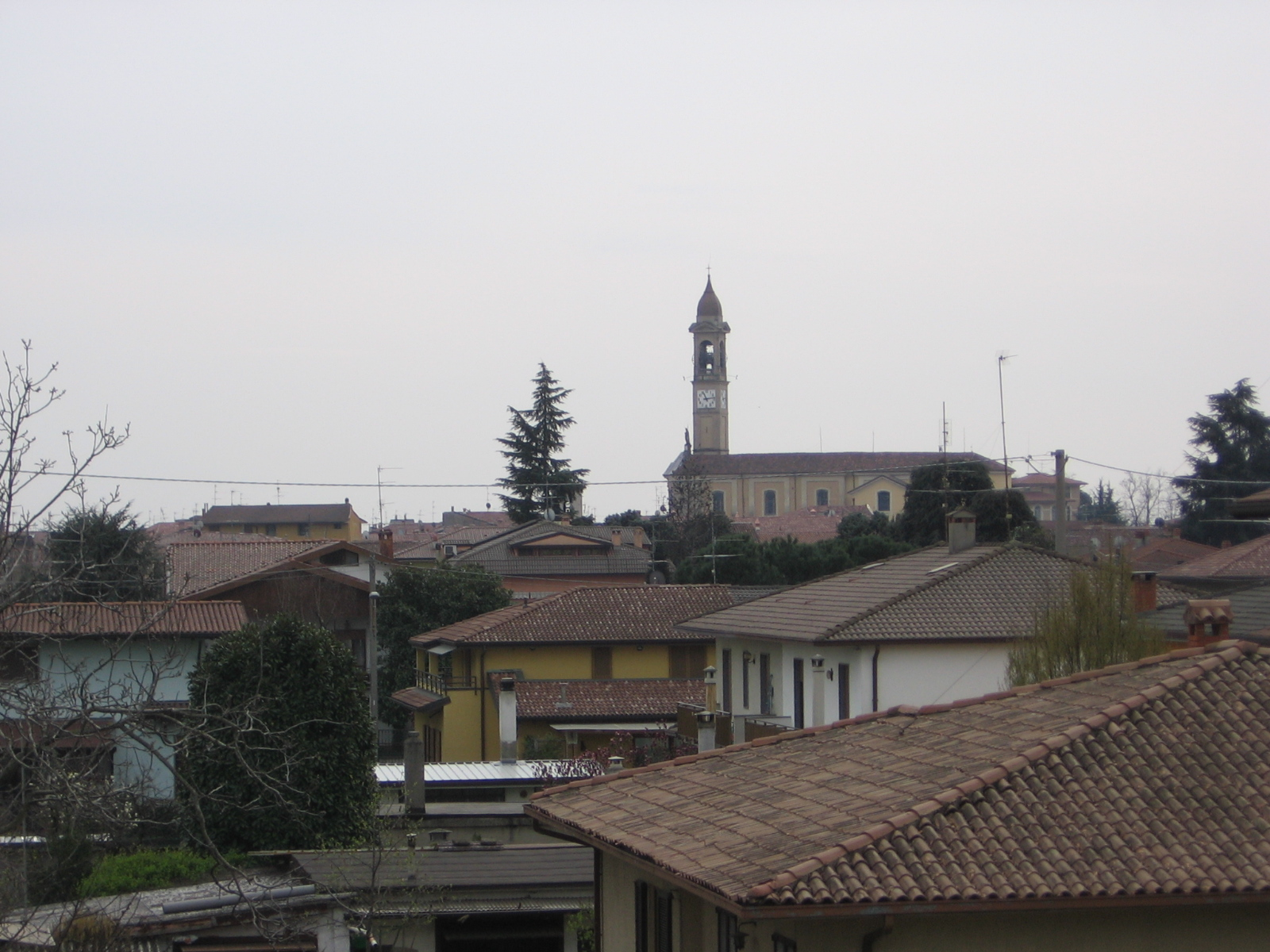
Palosco

Palosco ist eine norditalienische Gemeinde (comune) mit 5714 Einwohnern (Stand 31. Dezember 2023) in der Provinz Bergamo in der Lombardei. Die Gemeinde liegt am westlichen Ufer des Oglio an der Strada Statale 573 von Palazzolo sull’Oglio (Provinz Brescia) nach Bergamo. Hier fließt der Cherio in den Oglio.
Die Provinzhauptstadt liegt 20 Kilometer nordwestlich von Palosco. Mailand liegt etwa 50 Kilometer westlich der Gemeinde.

## Söhne und Töchter
- Ettore Dotti (* 1961), römisch-katholischer Ordensgeistlicher, Bischof von Naviraí in Brasilien